# نهر الذهب (سوريا)
نهر الذهب أو وادي الذهب عرف أيضا في العصور الوسطى باسم (وادي بطنان)، هو نهر متقطع في شمال سوريا، يقع النهر على هضبة حلب في الجزء الشرقي من محافظة حلب، على بعد 30 كم شرق حلب، يمتد من الشمال إلى الجنوب لحوالي 50 كيلومترا قبل أن ينتهي في بحيرة جبول، وقد تم بناء سدين على النهر. في الآونة الأخيرة يتم تحويل المياه من نهر الفرات إلى النهر لتعزيز الري في الوادي، أيضا ينبع من جبل العرب من جراء ذوبان الثلوج المتراكمة فوق سفج الجبل وجريانها لتشكل الوادي.